# Domenico Bertazzoli
Domenico Bertazzoli (Pontevico, 2 novembre 1913 – ...) è stato un calciatore italiano, di ruolo portiere.

## Carriera
Cresciuto nella Pontevichese, ha poi difeso per sette stagioni consecutive la porta dei grigiorossi, esordendo il 16 gennaio 1936 a Legnano nella vittoriosa trasferta contro il Legnano (0-1), togliendo il posto da titolare a Ugo Ferrazzi nel campionato della promozione in Serie B. Ha poi disputato i due campionati cadetti esordendo in Serie B l'8 novembre 1936 nella partita Cremonese-Venezia (1-1). Con la Cremonese ha disputato 156 partite di campionato, 48 di Serie B e 108 di Serie C, e sette partite di Coppa Italia.

## Palmarès

### Club

#### Competizioni nazionali
- Serie C: 2

Cremonese: 1936-1937, 1941-1942